# Districtul Szigetvár
Szigetvár (în maghiară Szigetvári járás) este un district în județul Baranya, Ungaria.
Districtul are o suprafață de 656,76 km2 și o populație de 24.993 locuitori (2013).